# Wasserette

Een wasserette in Amsterdam

Een wasserette (ook wassalon, zelfbedieningswasserij of Engels laundromat) is een plaats met wasmachines waar men tegen betaling zelf kleding en textiel kan wassen. Indien het niet om zelfbediening gaat, spreekt men meestal van wasserij. Doorgaans is een wasserette een commerciële onderneming met een verzameling wasmachines die gebruikt kunnen worden door particulieren of zakelijke partijen die geen wasmachine willen of kunnen gebruiken. Daarnaast beschikken sommige campings over een wasserette. Op grotere muziekfestivals worden soms ook wasserettes neergezet.

## Zelfbediening

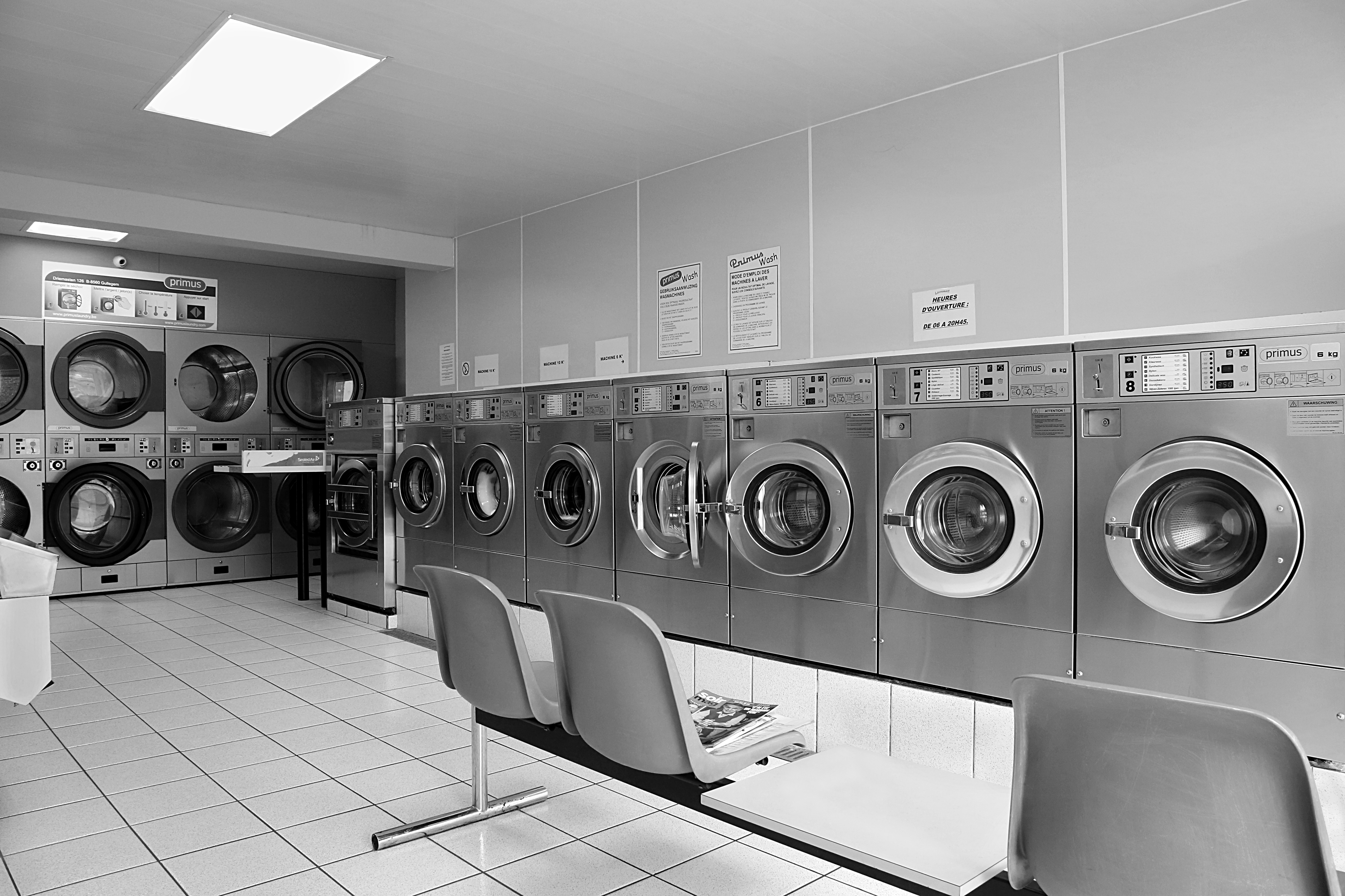
Een hedendaagse wasserette

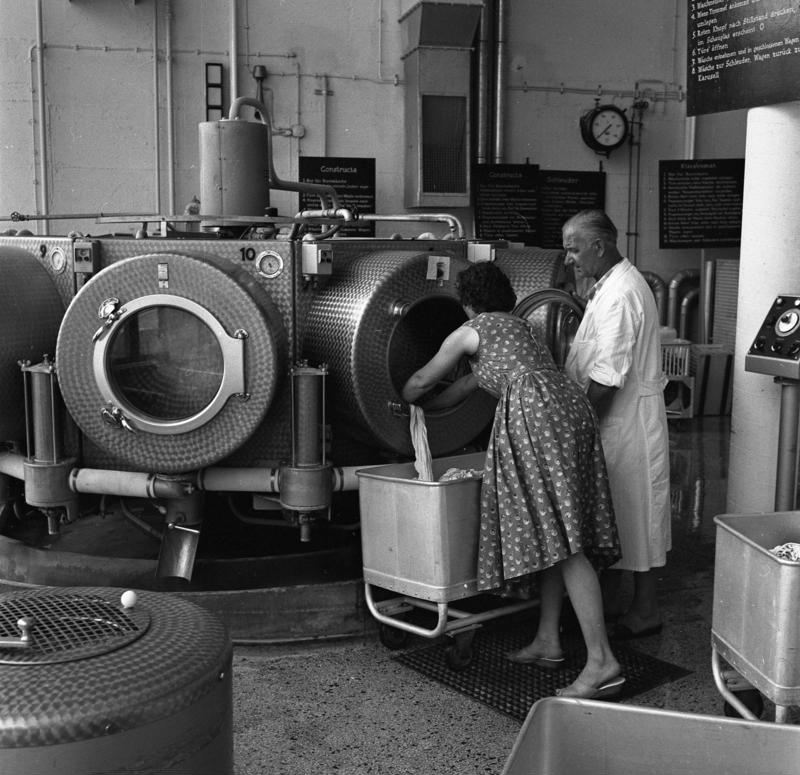
Een wasserette in een nieuwbouwwijk van Neurenberg, 25 juni 1961

Bij een wasserette start de klant zelf de wasmachine en wasdroger met geld, munten of een chipkaart. Wasserettes worden veelal gebruikt door toeristen, expats en zakelijke klanten, maar ook wel door gezinshuishoudens. Als voordelen boven andere vormen van wassen worden gezien:
- men is snel klaar met het (wekelijkse) wasgoed; men kan immers meerdere machines tegelijk gebruiken en de wasprogramma's zijn meestal sneller dan bij consumentenwasmachines;
- er is ruimte voor grotere items zoals dekbedden en dekens, die men thuis niet kan wassen;
- het is goedkoper dan een stomerij.

Er zijn ook wasserettes waarbij men meer kan dan wassen. Tijdens het wachten op de was kan men ook bijvoorbeeld internetten, het haar laten knippen, iets drinken, zonnen of op een massagestoel plaatsnemen.

## Wasmachines
De inhoud van een wasmachine varieert van 5 kilo tot 10 kilo. Meestal is er ook nog een wasmachine met een laadvermogen van 13 kg of 16 kg, waarin men grotere wassen kan doen, voor bijvoorbeeld een dekbed. De wasmachines zijn meestal voorzien van een warm- en koudwateraansluiting zodat het programma korter is dan bij een normale huishoudmachine. De bedrijfswasapparatuur is doorgaans wat geavanceerder en zuiniger dan een wasmachine voor een huishouden.
De grotere en degelijke machines komen veelal uit Amerika omdat daar de wasserettemarkt het grootst is, maar er zijn ook fabrieken in België, Duitsland, Zweden, Denemarken en Spanje. De meeste professionele machines zijn vervaardigd uit roestvast staal.

## Geschiedenis
De eerste wasserettes in de zin zoals hier is beschreven, zijn voor de Tweede Wereldoorlog opgericht in de VS (1934), toen er wel al wasmachines waren, maar niet iedereen in staat was deze aan te schaffen. In Amsterdam waren er echter toen al twee openbare washuizen, in navolging van buitenlandse voorbeelden uit de 19e eeuw.
In de jaren 1950 waren er in Nederland wassalons onder namen als Was-O-Matic en Launderette maar die waren niet volledig zelfbediend. In de jaren 60 kwam het woord 'wasserette' op, aanvankelijk als handelsmerk van de N.V. Wasserette. De eerste wasserette in het noorden van Nederland werd in 1962 geopend in de stad-Groningse wijk De Wijert.